# Четвертово
Четве́ртово — деревня в Ардатовском районе Нижегородской области России. Входит в состав Хрипуновского сельсовета.

## Этимология
Название деревни, вероятно происходит от имени её основателя — Четве́рта или Четверта́к, что означало четвёртого ребёнка в семье.

## Географическое положение
Деревня Четвертово находится на юго-западе Нижегородской области России, на асфальтированной дороге Хрипуново — Надёжино (Нижегородская область), в 2 км к северу от реки Иржи. Административный центр муниципального округа Ардатов находится в 12 км к северо-западу от Четвертова. Деревня также соединена просёлочной дорогой на севере с бывшей деревней Колтоменье (расстояние 2 км). В деревне имеются два маленьких озера. Высота над уровнем моря около 184 метров. 
Деревня Четвертово, как и вся Нижегородская область, находится в часовой зоне МСК (московское время). Смещение применяемого времени относительно UTC составляет +3:00.

## Административная принадлежность
Деревня Четвертово входит в состав Хрипуновского сельсовета Ардатовского муниципального округа Нижегородской области Российской Федерации.

## Климат
Деревня находится в зоне умеренно-континентального климата, который характеризуется холодной продолжительной зимой и тёплым, но достаточно коротким летом. За год выпадает в среднем 450—550 мм осадков, из них 68 % — в виде дождя и 32 % — в виде снега. Среднегодовая относительная влажность воздуха — 76 %. Снежный покров достигает 50 см, а в особо снежные зимы может достигать одного метра и более.
Весна приходит резко, обычно к середине апреля, при этом вплоть до середины мая нередки заморозки. Лето сравнительно короткое и достаточно жаркое — в отдельные годы температура может достигать 36 °C. Шапка лета приходится на июль. В конце весны и лета нередки грозы — их может случаться до 20 за год, почти каждый год выпадает град. Осень приходит в сентябре и стоит до начала ноября, но уже в сентябре нередки заморозки. Зима наступает в начале ноября и продолжается до середины марта. Обычно первый снег выпадает в октябре и держится в течение пяти месяцев, сходит к 10—15 апреля. Почва промерзает на глубину 70—90 см.
Вегетационный период составляет 189 дней, продолжительность безморозного периода — 137 дней.

## Население
| Численность населения | Численность населения | Численность населения | Численность населения | Численность населения | Численность населения | Численность населения | Численность населения | Численность населения |
| 1784                  | 1859                  | 1916                  | 1978                  | 1992                  | 1999                  | 2002                  | 2010                  | 2021                  |
| --------------------- | --------------------- | --------------------- | --------------------- | --------------------- | --------------------- | --------------------- | --------------------- | --------------------- |
| 159                   | ↗199                  | ↗377                  | ↘76                   | ↘29                   | ↘22                   | ↘15                   | ↘7                    | ↗10                   |

## Инфраструктура
В деревне единственная улица Зелёная.